# Elefantiformes
Els elefantiformes (Elephantiformes) són un infraordre de proboscidis que conté els elefants i alguns dels seus parents extints més directes. Aparegueren a Àfrica durant el Lutecià (Eocè mitjà), fa més de 40 milions d'anys. Els seus representants més primitius eren bunolofodonts, és a dir, tenien dents molars amb crestes transversals i cúspides arrodonides a la superfície oclusiva. Així mateix, presentaven ullals superiors i inferiors de creixement constant i tenien el rostre llarg, amb les fosses nasals retretes (cosa que indica que tenien una trompa) i la símfisi mandibular llarga.
Es componen dels grups següents:
- Gènere Dagbatitherium †
- Gènere Eritreum †
- Gènere Hemimastodon †
- Família Palaeomastodontidae †
  - Gènere Palaeomastodon †
- Família Phiomiidae †
  - Gènere Phiomia †
- Clade Elephantimorpha